# Doppelmantelbehälter

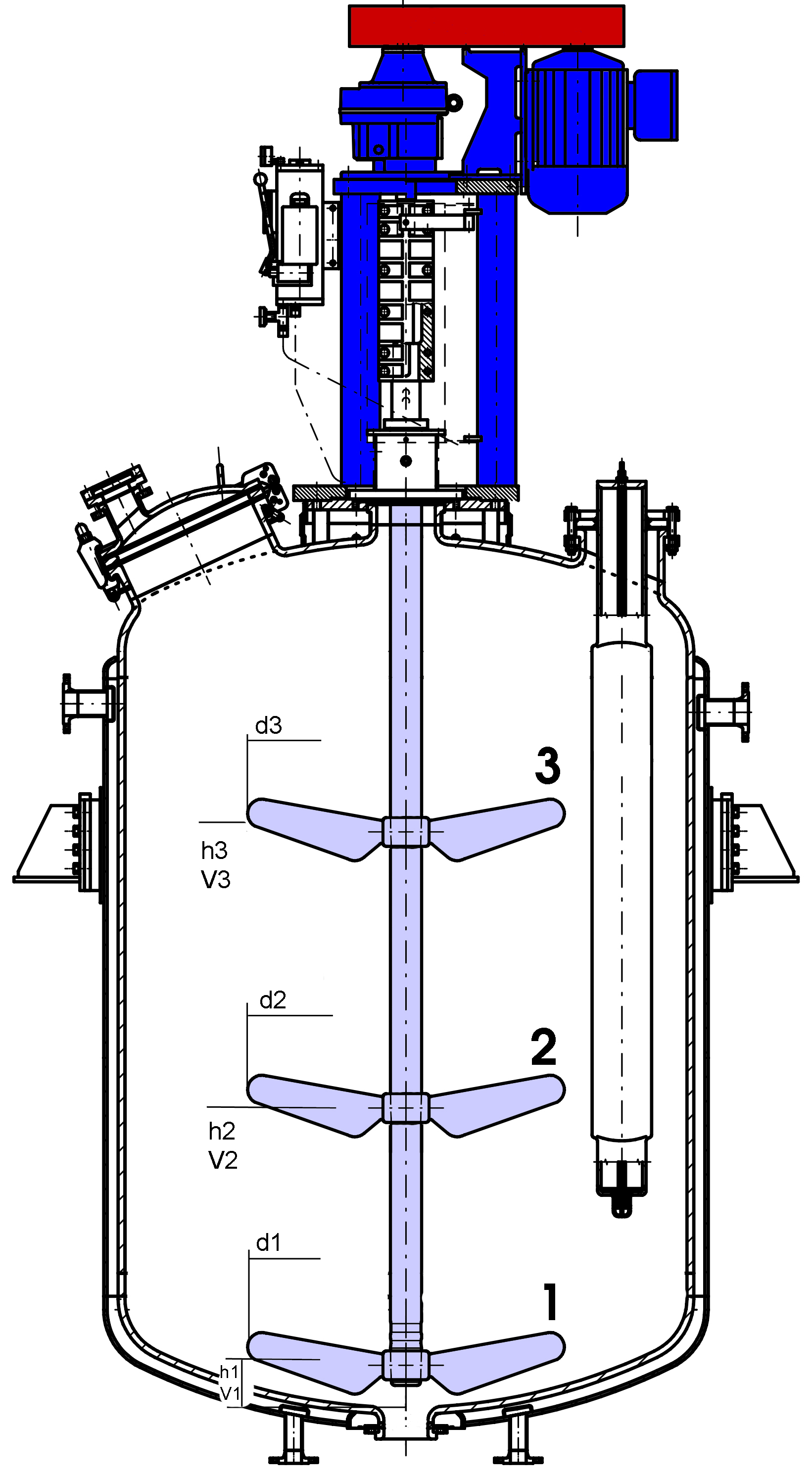
Schnitt durch einen emaillierten Rührwerksbehälter mit Doppelmantel

Als Doppelmantelbehälter bezeichnet man in der Verfahrenstechnik einen Apparat (üblicherweise ein Rührkessel), der aus einem Behälter besteht, der im zylindrischen und Bodenbereich von einem weiteren Behälter „umhüllt“ wird. Zwischen den beiden Behältern entsteht der Mantelraum, welcher von einem Heizmedium (z. B. Dampf) oder Kühlmedien wie Wasser oder Sole durchströmt werden kann. Emaillierte Rührwerksbehälter sind in DIN 28136 genormt.
Um eine hohe Strömungsgeschwindigkeit des Mediums im Mantelraum zu gewährleisten, werden in die Mantelstutzen Strömungsdüsen eingebaut.